# Korea Hydro & Nuclear Power
Korea Hydro & Nuclear Power (em coreano:  한국수력원자력; KHNP) é uma subsidiária da Korea Electric Power Corporation (KEPCO). Opera grandes usinas nucleares e hidrelétricas na Coreia do Sul, que são responsáveis por cerca de 40% do fornecimento de energia elétrica do país. Foi formalmente criada em 2001 como parte de uma reestruturação geral da KEPCO, embora a KEPCO tenha aberto sua primeira usina nuclear em Busan em 1977. A primeira operação comercial da central nuclear de Kori foi realizada de 1978.
A empresa também opera internacionalmente, com escritórios em Nova Iorque, Atlanta, Paris e Tóquio.

## Plantas de energia
- Plantas ativas
- Plantas em construção
- Plantas planejadas(cancelada)

- Usinas nucleares:
  - Usina Nuclear de Kori, em Jangan-eup, Gijang, Busan
  - Usina Nuclear de Hanul, em Buk-myeon, Uljin, Gyeongsang do Norte
  - Usina Nuclear de Wolseong, em Yangnam-myeon, Gyeongju, Gyeongsang do Norte
  - Usina Nuclear de Yonggwang, em Hongnong-eup, Yeonggwang, Jeolla do Sul

- Usinas hidrelétricas:
  - Barragem Hwacheon, Gandong-myeon, Hwacheon, Gangwon
  - Barragem Paldang, Joan-myeon, Namyangju, Gyeonggi
  - Barragem Cheongpyong, Oeseo-myeon, Gapyeong, Gyeonggi
  - Barragem Uiam, Sindong-myeon, Chuncheon, Gangwon
  - Barragem Chuncheon, Sinbuk-eup, Chuncheon, Gangwon
  - Barragem Boseonggang, Deungnyang-myeon, Boseong, Jeolla do Sul
  - Barragem Seomjingang, Chilbo-myeon, Jeongeup, Jeolla do Norte
  - Barragem Goesan, Chilseong-myeon, Goesan, Chungcheong do Norte
  - Barragem Gangneung, Seongsan-myeon, Gangneung, Gangwon[3]